# Franz Weinmann
Franz Weinmann (* 3. Januar 1909 in Deilingen; † 15. November 1996 in Kloster Wittichen) war ein deutscher römisch-katholischer Geistlicher, der von 1942 bis 1945 im KZ Dachau inhaftiert war.

## Leben und Wirken
Weinmann wurde 1909 im schwäbischen Deilingen geboren, wuchs in Hinterzarten auf, besuchte das Freiburger Gymnasium und studierte Katholische Theologie in Freiburg und Innsbruck. 1933 wurde er im Priesterseminar St. Peter zum Priester geweiht. Schon als Kaplan in Mannheim widmete er sich besonders der Jugendarbeit und war für sein mutiges und unerschrockenes Handeln bekannt.
Das wurde ihm bald zum Verhängnis, denn er wurde, da er auch gegenüber den Nationalsozialisten kein Blatt vor den Munde nahm, in Mannheim zunächst in Einzelhaft arrestiert. Danach folgten (nach mehreren Zwischenstationen: Bruchsal, Stuttgart, Ulm, Ingolstadt) noch einmal drei Jahre Konzentrationslager im Pfarrerblock des KZ Dachau, wo er erst im Jahre 1945 beim Zusammenbruch des Dritten Reiches befreit wurde.
Weinmann wirkte von April 1945 bis zum Jahr 1957 in der Pfarrei Heiligenzell bei Lahr, von 1957 bis 1979 war er Pfarrer und Dekan in Hausach im Kinzigtal, von 1979 bis zu seinem Tod 1996 Pensionär in Schenkenzell/Kloster Wittichen.

## Werke
- Unerwartete Christusbegegnung – Una sancta catholica – Das Hohelied der Liebe – Apokalyptische Reiter, in: Konrad Hofmann, Reinhold Schneider, Erik Wolf (Hrsg.): Sieger in Fesseln. Christuszeugnisse aus Lagern und Gefängnissen (Das christliche Deutschland 1933–1945, Gemeinschaftliche Reihe, Heft 1), Freiburg im Breisgau: Verlag Herder 1947, S. 96–103.
- Eine Heimsuchung. Seelsorgebriefe aus der Verbannung (Dachau-Aufzeichnungen 1942–1945), Mannheim: Stadtdekanat 1996; ebenfalls abgedruckt in: Zeitschrift des Kirchengeschichtlichen Vereins für Geschichte, Kirchliche Kunst, Altertums- und Literaturkunde des Erzbistums Freiburg mit Berücksichtigung der angrenzenden Bistümer 90 (1970) 154–197 (online abrufbar).